# Marijanska svetišta
Marijansko svetište je svetište posvećeno Blaženoj Djevici Mariji.
Marijanska svetišta dio su kulture i prakse nekih kršćanskih crkava - uglavnom Katoličke crkve. Svetišta posvećena Gospi obično obilježavaju ukazanje ili čudo, koje se pripisuje Blaženoj Djevici Mariji. Ponekad je marijansko svetište nastalo zbog jake marijanske pobožnosti kroz povijest nekoga kraja. Takva mjesta često su odredišta hodočašća.
Neka od najvećih svetišta nastala su zbog Marijinih ukazanja na udaljenim brežuljcima, koji su bili gotovo nepoznati prije ukazanja (Lourdes i dr.) Više je puta, prema svjedočenjima vidjelaca, Gospa osobno zamolila vidioce za izgradnju crkve na mjestu ukazanja. 
Broj hodočasnika koji posjećuju neka od tih svetišta svake godine vrlo je velik. Npr. Lourdes s oko 15 000 stanovnika prima oko 5 000 000 hodočasnika svake godine, a unutar Francuske samo Pariz ima više hotelskih soba od Lourdesa. Više od milijun hodočasnika svake godine posjećuje Kapelu milosti u svetište Crne Madone u Altöttingu u Njemačkoj, gdje se već više od 500 godina pripisuju čudesna ozdravljenja po zagovoru Blažene Djevice Marije.

## Poznata svetišta
Poznatija svetišta Majke Božje u Hrvatskoj su:
- Svetište Majke Božje Lučičke, Lipovac
- Svetište Majke Božje Bistričke, Marija Bistrica
- Svetište Majke Božje Trsatske
- Svetište Majke Božje Goričke
- Svetište Majke Božje Loretske Zadar-Arbanasi
- Svetište Gospe od Zečeva u Ninu
- Svetište Gospe od Utočišta u Aljmašu
- Crkva Majke Božje Remetske
- Crkva Sveta Mati Slobode, Jarun-Zagreb
- Svetište Majke Božje Jeruzalemske u Trškom Vrhu
- Sv. Marija Snježna u Belcu
- Svetište Majke Božje od Kamenitih vrata
- Svetište Majke Božje Molvanske
- Svetište Gospe Maslinske, Zadar - Balafuža
- Svetište Gospe Vrpoljačke
- Svetište Majke Božje Kloštarske, Slavonski Kobaš
- Svetište Gospe Osječke na Tvrđi u Osijeku
- Svetište Gospe od Zdravlja u Splitu
- Svetište Gospe od Pojišana u Splitu
- Svetište Čudotvorne Gospe Sinjske u Sinju
- Svetište Gospe Voćinske
- Svetište Gospe od suza u Pleternici
- Svetište Gospe od Milosrđa na Lapadu
- Svetište Gospe od Krasna u Lici
- Svetište Gospe od Čudesa, Oštarije
- Svetište Gospe od Plača u šibenskoj katedrali
- Svetište Gospe od Staroga grada u Pagu[2]
- Svetište Gospe od Brze Pomoći, Slavonski Brod
- Svetište Majke Božje Lurdske, Vepric[3]

U Hrvata izvan Hrvatske su značajna još ova marijanska svetišta:
- Župa Uznesenja Blažene Djevice Marije, Dolac kod Travnika
- Svetište Gospe Olovske
- Svetište Gospe Letničke u Letnici na Kosovu
- Svetište Gospe od Kondžila u Komušini, Bosna i Hercegovina
- Svetište Gospe od Anđela u Tramošnici, Bosna i Hercegovina
- Svetište Uznesenja BDM u Tolisi, Bosna i Hercegovina
- Svetište Kraljice Mira Međugorje, Bosna i Hercegovina
- Svetište Gospe na Bunariću, Srbija
- Svetište Crne Gospe u Subotici,[Srbija
- Svetište Gospe Tekijske, Srbija
- Crkva Uznesenja Blažene Djevice Marije u Širokom Brijegu, Bosna i Hercegovina
- Svetište Marija Radna nedaleko od Temišvara, Rumunjska[4]
- Svetište Marija Čiklova, Rumunjska[4]
- Svetište Marija Čiklova

Poznatija svetišta Majke Božje u svijetu su:
- Svetište Majke Božje u Lourdesu
- Svetište Majke Božje u Fatimi
- Svetište Majke Božje u Czestochowi
- Svetište Majke Božje u Loretu
- Svetište Majke Božje u Guadalupeu
- Mariazell u Austriji (Štajerska)
- Hodočasnička bazilika Maria Taferl u Donjoj Austriji
- Svetište Gospe od Altöttinga u Njemačkoj
- Marijansko svetište u Nevigesu u Njemačkoj

## Vanjske poveznice
- Crkva u svijetu 33 (1998), br. 3 Nedjeljko A. Ančić: Prikaz knjige Ante Katalinića - Marija - velika nada Hrvata